# 이적 (가수)
이적(李笛, 본명: 이동준, 본명 한자: 李東俊, 1974년 2월 28일 ~ )은 대한민국의 싱어송라이터이다.

## 생애 및 경력

### 음악 활동
이적은 1974년 2월 28일 서울특별시 성동구(현 강남구 관할지역)에서 이동준(李東俊)이라는 이름으로 3남 중 둘째로 태어났다. 1994년 3인조 언더그라운드 밴드 에이틴을 결성해 다음기획으로 오디션을 보러갔으나 떨어지고 밴드에서 탈퇴한후 솔로가수로 데뷔를 고민하던 중에 어릴적부터 알고 지냈던 그의 친한 동생인 김진표에게 그룹 결성을 제의함으로써 김진표가 합류하게 되자 1995년 그룹 패닉을 결성한 뒤 정식으로 데뷔하여 활동하였다.
패닉은 데뷔 음반에 수록된 〈달팽이〉가 PC 통신을 타고 인기를 얻으면서 인기 그룹의 대열에 서게 되었다. 대부분의 가요와는 달리, 아름다운 사랑을 노래하기보다는 사람들의 정서를 파고드는 독특한 가사를 노래해 기존 음악에 식상해했던 사람들의 큰 반응을 얻었다. 1996년 발표한 2집 《밑》에서 패닉은 한층 강렬한 음악성을 보여 주었고, 같은 해 12월 대한민국 영상 음반 대상을 수상하기에 이른다.
1997년 8월 이적은 패닉 2집 이후 잠깐의 공백기 동안 전람회의 멤버였던 김동률과 함께 프로젝트 그룹 카니발을 결성하여 앨범을 발표하였다. 타이틀 곡인 〈그땐 그랬지〉, 〈거위의 꿈〉, 〈그녀를 잡아요〉 등으로 넓은 팬층을 확보하여 이적은 그해 2년째 영상 음반 대상을 수상하였다.
1998년 5월 발표한 패닉 3집 《Sea Within》은 〈내 낡은 서랍 속의 바다〉, 〈숨은 그림 찾기〉 등으로 좋은 반응을 얻었는데, 이후 그들은 호응도 활동을 잠정적으로 중단하였고, 이적과 김진표는 각자의 길을 걷게 되었다. 이적은 1999년 솔로로 첫 음반 《Dead End》를 내놓고, 타이틀 곡 〈"Rain"〉 등이 많은 사랑을 받지만, 정작 이적 자신은 자신의 1집에 대해 그리 만족하지 못했다. 이후 정원영, 한상원, 강호정, 이상민, 정재일과 함께 6인조 펑크&로큰롤 밴드 긱스를 결성하면서 그는 보컬을 맡았다. 이후 1999년 긱스 1집 《GIGS》와 2000년 긱스 2집 《동네 음악대》를 차례로 발표하였으며, 방송보다는 공연을 중심으로 활동하였다.
2003년 2년 반 동안의 공익근무요원으로 군복무를 마치고 솔로 2집 《2적》을 발표하였다. 2집에서 이적은 정재일과 하림, 빅마마, 김진표, 김윤아 등 많은 음악가들이 참여한 완성도 높은 음악을 들려 주었다. 같은 해에는 TV 드라마 《좋은 사람》의 사운드 트랙에서 타이틀 곡 〈"방랑자"〉의 보컬을 맡았고, 빅마마, 휘성, 세븐 등과 함께 자선 콘서트도 하는 등 공연 활동에서도 활발한 모습을 보여 주었다.
2005년 12월 이적은 김진표와 함께 패닉 4집을 내면서 패닉 활동을 재개, 폭발적인 반응을 얻던 중, 멤버 김진표의 이혼으로 인해 2006년 4월 콘서트를 끝으로 잠시 활동을 중단했다.
2007년 4월 이적은 피아노와 어쿠스틱 기타, 그리고 소규모 밴드에 의한 소박한 음악으로 이루어진 《나무로 만든 노래》를 발표했다. 같은 해 7~9월에는 대학로 소극장에서 2차례의 앵콜 공연 끝에 총 25일간의 콘서트를 열어 1만 명이 넘는 관객들에게 큰 호응을 얻었다.
특히 3집 《나무로 만든 노래》는 2008년 제5회 한국 대중 음악상에서 올해의 음반, 올해의 노래, 최우수 팝 노래, 최우수 팝 음반 부문을 수상하였다.
2010년 9월 30일 솔로 앨범 4집 《사랑》을 발표했다.
2011년 7월 무한도전의 《서해안고속도로 가요제》에서 유재석과 함께 《처진 달팽이》라는 그룹명으로 출전하여 〈압구정 날라리〉, 〈말하는 대로〉를 발표했다.
2013년 11월 15일 솔로 앨범 5집 《고독의 의미》를 발표했다. 이 앨범의 타이틀곡 〈거짓말 거짓말 거짓말〉은 KBS2 《뮤직뱅크》에서 1위에 오르는 영광을 안기도 했다.
2020년 11월 3일에는 7년만에 솔로 정규 6집 앨범 《Trace》를 발표했다. 타이틀곡은 〈돌팔매〉이며, 랩 피처링으로 김진표가 참여하여 2005년 패닉 4집 《PANIC 04》 이후 15년만에 두 사람이 같이 음악적으로 호흡을 맞추게 되었다.

### 음악 외 활동
1996년 12월부터 1998년 4월까지 약 2년간 이문세의 뒤를 이어 MBC 표준FM 《별이 빛나는 밤에》의 진행을 맡았으며, 2000년 MBC FM 《이적의 FM+》, 2004년 4월부터 2005년 10월까지 KBS 쿨FM 《이적의 Dream On》을 진행하는 등 여러 차례 라디오 프로그램을 진행했다. 2007년 6월부터 2008년 2월까지 SBS TV 프로그램 《이적의 음악 공간》의 진행을 맡았으며, 2008년 2월부터 2009년 4월까지 SBS 파워FM 《이적의 텐텐클럽》을 진행했다.
2005년 5월 판타지 소설집 《지문 사냥꾼》이라는 책을 내놓았다. 2002년 만들어진 자신의 웹사이트에 간간이 공개했던 판타지 단편 12편을 모아 책으로 발표한 것인데, 팬들과 독자들로부터 그 상상력과 탄탄한 이야기 구조를 바탕으로 큰 인기를 얻었다. 이 책에 있는 단편 중 하나인 《제불찰 씨 이야기》는 2007년 애니메이션으로 제작되었다.
2011년에는 《하이킥 - 짧은 다리의 역습》에 출연하며 연기를 선보이기도 하였다. 또한 2012년에는 무한도전 '못친소 페스티벌'에서 맹꽁이를 닮았다는 이유로 맹꽁이적이라는 닉네임을 얻기도 했다.
2013년 《우리들의 일밤 - 아빠! 어디가? 시즌1》 내레이션을 맡았었다. 2014년 tvN 《꽃보다 청춘》에 출연하였다.

## 가족 관계
- 3남 중 둘째(차남)이며, 2007년 12월 발레리나 정옥희와 결혼했다.
- 어머니는 박혜란이며 여성학자로 많이 알려져 있기도 하다.
- 삼형제 모두 서울대학교를 나왔다.
- 동생 이동윤은 문화방송의 프로듀서로, 드라마 《최고의 사랑》을 연출하였다[3].
- 2010년 4월 30일에 득녀를 했고, 딸의 이름은 세인이다.

## 학력
- 서울서이초등학교 졸업
- 영동중학교 졸업
- 반포고등학교 졸업
- 서울대학교 사회학과 학사 (92학번)

## 수상 내역
2008년
- 제5회 한국대중음악상 올해의 노래상 - 〈다행이다〉
- 제5회 한국대중음악상 올해의 음반상 - 《나무로 만든 노래》
- 제5회 한국대중음악상 최우수 팝 노래상 - 〈다행이다〉
- 제5회 한국대중음악상 최우수 팝 음반상 - 《나무로 만든 노래》

2009년
- 그랜드 민트 페스티벌 어워드 최고의순간 부문
- 그랜드 민트 페스티벌 어워드 최고의공연 부문

2024년
- KBS 연예대상 베스트 엔터테이너상

## 음반 및 참여 목록

### 이적
| 연도 | 앨범                 | 앨범 형식     |
| ---- | -------------------- | ------------- |
| 1999 | 《Dead End》         | 1집 정규 앨범 |
| 2003 | 《2적》              | 2집 정규 앨범 |
| 2007 | 《나무로 만든 노래》 | 3집 정규 앨범 |
| 2010 | 《사랑》             | 4집 정규 앨범 |
| 2013 | 《고독의 의미》      | 5집 정규 앨범 |
| 2017 | 《흔적 Part 1》      | 미니 앨범     |
| 2019 | 《흔적 Part 2》      | 미니 앨범     |
| 2020 | 〈당연한 것들〉      | 싱글 앨범     |
| 2020 | 《Trace》            | 6집 정규 앨범 |

### 패닉
| 연도 | 앨범              | 앨범 형식     |
| ---- | ----------------- | ------------- |
| 1995 | 《패닉》          | 1집 정규 앨범 |
| 1996 | 《밑》            | 2집 정규 앨범 |
| 1998 | 《Sea Within》    | 3집 정규 앨범 |
| 2000 | 《Best of Panic》 | 베스트 앨범   |
| 2005 | 《PANIC 04》      | 4집 정규 앨범 |

### 카니발
| 연도 | 앨범         | 앨범 형식     |
| ---- | ------------ | ------------- |
| 1997 | 《Carnival》 | 프로젝트 앨범 |

### 긱스
| 년도 | 앨범            | 앨범 형식     |
| ---- | --------------- | ------------- |
| 1999 | 《노올자》      | 1집 정규 앨범 |
| 2000 | 《동네 음악대》 | 2집 정규 앨범 |

### 참여 음반
| 연도 | 곡명 | 수록 앨범                                                                             | 가수명               | 참여                   | 참여                   | 참여               | 참여          |
| 연도 | 곡명 | 수록 앨범                                                                             | 가수명               | 작사                   | 작곡                   | 편곡               | 보컬/피쳐링   |
| ---- | --- | ------------------------------------------------------------------------------------- | -------------------- | ---------------------- | ---------------------- | ------------------ | ------------- |
| 1996 | 〈조조할인 (With 이적)〉 | 《이문세 10집》                                                                       | 이문세               | none                   | none                   | none               | ✔             |
| 1997 | 〈우리들의 사랑〉 | 《유재하를 추모하는 앨범 1987 - 다시 돌아온 그대 위해》                               | 이적 & 정재형        | none                   | none                   | none               | ✔             |
| 1997 | 〈일탈〉 | 《Purple Heart》                                                                      | 자우림               | none                   | none                   | ✔                  | 코러스 피쳐링 |
| 1998 | 〈이제는 돌아와 거울 앞에 선〉 | 《7집》                                                                               | 김혜림               | ✔                      | ✔                      | ✔                  | none          |
| 1998 | 〈Deja-Vu (잃어버린 꿈을 만나다)〉 | 《Beyond Face》                                                                       | 이은미               | ✔                      | none                   | none               | none          |
| 1998 | 〈20C 갈릴레이〉(Feat. 김혜림, 이소라, 박진영, 이적, 김동률, 정재형, 나원주)                                                                          | 《첫만찬》                                                                            | 조트리오             | none                   | none                   | none               | ✔️            |
| 1998 | 〈시련〉 | 《기대(期待)》                                                                        | 정재형               | ✔                      | none                   | none               | none          |
| 1998 | 〈시작〉 | 《The Shadow Of Forgetfulness》                                                       | 김동률               | ✔                      | none                   | none               | none          |
| 1998 | 〈내 오랜 친구들〉(Feat. 이적, 서동욱) | 《The Shadow Of Forgetfulness》                                                       | 김동률               | none                   | none                   | none               | ✔             |
| 1998 | 〈Cosmos〉 | 《The Shadow Of Forgetfulness》                                                       | 김동률               | ✔                      | none                   | none               | none          |
| 1998 | 〈That's Entertainment〉(Feat. 윤상, 이적, 지누, 이장우, 이승환)                                                                                      | 《少女 (소녀)》                                                                       | 이소은               | none                   | none                   | none               | ✔️            |
| 1998 | 〈같은 맘으로〉(Feat. 김광진, 김동률, 김민종, 김조한, 김현성, 김현정, 박정현, 엄정화, 유리상자, 윤도현, 이적, 이현도, 임창정, 조트리오, 진주, 전아름) | 《Together Forever》                                                                  | AC+E                 | none                   | none                   | none               | ✔️            |
| 2000 | 〈공유〉 | 《Kwoninha The Fifth》                                                                | 권인하               | ✔️                     | ✔️                     | none               | none          |
| 2001 | 〈더 이상 내게〉 (긱스) | 《A Tribute To 들국화》                                                               | 들국화               | none                   | none                   | none               | ✔             |
| 2001 | 〈모두 어디로 간걸까?〉 | 《Fermata》                                                                           | 토이                 | none                   | none                   | none               | ✔             |
| 2001 | 〈믿을진 모르겠지만...〉 | 《JP3》                                                                               | 김진표               | 김진표와 공동 작사     | ✔                      | none               | none          |
| 2001 | 〈분노, 왜!〉 | 《JP3》                                                                               | 김진표               | ✔                      | ✔                      | none               | none          |
| 2001 | 〈꿈의 죽음〉 | 《Noblesse》                                                                          | 이은미               | ✔                      | ✔                      | none               | none          |
| 2001 | 〈우리가 쏜 화살은 어디로 갔을까〉(with 이적) | 《귀향 (歸鄕)》                                                                       | 김동률               | ✔                      | none                   | none               | ✔             |
| 2001 | 〈낙엽〉 | 《귀향 (歸鄕)》                                                                       | 김동률               | 김동률과 공동 작사     | none                   | none               | none          |
| 2002 | 〈나아지겠지〉(with 이적) | 《10+1》                                                                              | 이주한               | none                   | none                   | none               | ✔             |
| 2002 | 〈뛰어〉 | 《2002 ＂Soccer Festival＂》                                                          | 이적                 | ✔                      | ✔                      | ✔                  | ✔             |
| 2002 | 〈비록〉 | 《두번째 울림》                                                                       | 정재형               | ✔                      | none                   | none               | none          |
| 2003 | 〈방랑자 (Feat. Defconn)〉 | 《좋은 사람》 OST                                                                     | 이적                 | ✔                      | none                   | none               | ✔             |
| 2003 | 〈Magic (Vocal : 이적)〉 | 《Hue》                                                                               | 정지찬               | none                   | none                   | none               | ✔             |
| 2003 | 〈유난히 (Feat. 신예원)〉 | 《JP3》                                                                               | 김진표               | none                   | ✔                      | ✔                  | none          |
| 2004 | 〈시간을 찾아서 (Feat. 이적)〉 | 《Best - Remastering All about JP》                                                   | 김진표               | none                   | ✔                      | ✔                  | ✔             |
| 2004 | 〈사랑은 또 올테니〉 | 《늑대의 유혹》OST                                                                    | 강세일               | 강세일과 공동 작사     | none                   | none               | ✔             |
| 2005 | 시큰둥 (Feat. 이적, David a.k.a. Microdot)〉 | 《Double Dynamite》                                                                   | 다이나믹 듀오        | 최자, 개코와 공동 작사 | 최자, 개코와 공동 작곡 | none               | ✔             |
| 2006 | 〈불행아〉 | 리메이크 《아가미 - 새로 만든 민중의 노래》                                           | 이적                 | none                   | none                   | none               | ✔             |
| 2006 | 〈지금 여기서〉 | 《지금 여기서》                                                                       | 레이 강              | 레이 강과 공동 작사    | none                   | none               | none          |
| 2006 | 〈Come〉 | 《지금 여기서》                                                                       | 레이 강              | 레이 강과 공동 작사    | none                   | none               | none          |
| 2006 | 〈그대여 안녕히〉 | 《지금 여기서》                                                                       | 레이 강              | 레이 강과 공동 작사    | none                   | none               | none          |
| 2006 | 〈넌 어디에〉 | 《지금 여기서》                                                                       | 레이 강              | 레이 강과 공동 작사    | none                   | none               | none          |
| 2006 | 〈도와주오〉 | 《지금 여기서》                                                                       | 레이 강              | 레이 강과 공동 작사    | none                   | none               | none          |
| 2006 | 〈흑심〉 | 《지금 여기서》                                                                       | 레이 강              | 레이 강과 공동 작사    | none                   | none               | none          |
| 2006 | 〈언니〉 | 《For The People》                                                                    | 빅마마               | ✔️                     | ✔️                     | none               | none          |
| 2007 | 〈가을 인사 (Feat. 이적)〉 | 《국경의 밤》                                                                         | 루시드 폴            | none                   | none                   | none               | ✔             |
| 2008 | 〈기적〉 | 《태안프로젝트그룹》(Feat. with 박정현, 이적, JK 김동욱, 양동근, 웅산, Bizzy, 이한철) | 이적 외              | none                   | none                   | none               | ✔             |
| 2008 | 〈선물〉 | 《식객》 OST                                                                          | 이적                 | ✔                      | ✔                      | none               | ✔             |
| 2009 | 〈Carousel (Feat. 이적)〉 | 《Hexagonal》                                                                         | 리쌍                 | none                   | none                   | none               | ✔             |
| 2009 | 〈친구야 (With 이적, 김동률, 싸이, 길, 류시원, 김원준, 김조한)〉                                                                                      | 《Romantic 겨울》                                                                     | 김진표               | none                   | none                   | none               | ✔             |
| 2010 | 〈미워요〉 | 《Jungin From Andromeda》                                                             | 정인                 | ✔                      | ✔                      | none               | none          |
| 2010 | 〈낮잠〉 | 《Polaroid》                                                                          | 김형중               | ✔                      | ✔                      | none               | none          |
| 2011 | 〈짧은 다리의 역습 (Feat. 다이나믹 듀오)〉 | 《하이킥! 짧은 다리의 역습》 OST                                                      | 이적 & 다이나믹 듀오 | 최자, 개코와 공동 작사 | ✔                      | none               | none          |
| 2011 | 〈목소리〉 | 《하이킥! 짧은 다리의 역습》 OST                                                      | 이적                 | ✔                      | ✔                      | none               | ✔             |
| 2011 | 〈그런걸까〉 | 《하이킥! 짧은 다리의 역습》 OST                                                      | 이적                 | ✔                      | ✔                      | none               | ✔             |
| 2011 | 〈웃어라 그대 (Smile, My Love)〉 | 《하이킥! 짧은 다리의 역습》 OST                                                      | 강승윤, 이적         | none                   | ✔                      | none               | ✔             |
| 2011 | 〈말하는 대로〉 (유재석 & 이적) | 《서해안 고속도로 가요제》                                                            | 처진 달팽이          | 유재석과 공동 작사     | ✔                      | ✔                  | ✔             |
| 2011 | 〈멀리서 (Feat. 김지혜)〉 | 《비의 비가 (悲歌)》                                                                  | 손성제               | ✔                      | none                   | none               | none          |
| 2011 | 〈삼촌 (Feat. 이적)〉 | 《Last Fantasy》                                                                      | 아이유               | 아이유와 공동 작사     | ✔                      | 양시온과 공동 편곡 | ✔             |
| 2011 | 〈우리가 세상을 살아가는 법〉(Feat. Friends) | 《KimdongrYULE》                                                                      | 김동률               | none                   | none                   | none               | ✔️            |
| 2012 | 〈철부지〉 | 《철부지》                                                                            | 존 박                | ✔                      | ✔                      | none               | none          |
| 2013 | 〈다시 (Feat. Bizzy)〉 | 《Inner Child》                                                                       | 존 박                | Bizzy와 공동 작사      | none                   | none               | none          |
| 2013 | 〈오래전 그날〉 | 《2013 월간 윤종신 Repair 12월호》                                                    | 이적                 | none                   | none                   | none               | ✔             |
| 2014 | 〈나는 지금... (with 이적)〉 | 《강승원 1집 만들기 프로젝트 Part 1 : 40 Something》                                  | 이적                 | none                   | none                   | none               | ✔             |
| 2014 | 〈만약에 (Feat. 이적)〉 | 《만약에》                                                                            | 양시온               | ✔                      | none                   | none               | ✔             |
| 2014 | 〈One By One (Artists. 강산에, 이현우, 이적, 박기영, 스윗소로우〉                                                                                     | 미라클 프렌즈 《1.25 미라클 뮤직 – One By One》                                       | 이주한               | none                   | none                   | none               | ✔             |
| 2014 | 〈꽃병〉 | 《뜻밖의 만남...두 번째》                                                             | 양희은&이적          | ✔                      | ✔                      | none               | none          |
| 2014 | 〈사과 (Feat. 김영근 Bobby`s Father)〉 | 《거울》                                                                              | 바비킴               | ✔                      | none                   | none               | none          |
| 2014 | 〈Reset〉 | 《Da Capo》                                                                           | 토이                 | none                   | none                   | none               | ✔             |
| 2015 | 〈고사리장마〉 | 《소길1화 (花)》                                                                      | 장필순               | ✔                      | ✔                      | none               | none          |
| 2015 | 〈걱정말아요 그대〉 | 《응답하라 1988》OST                                                                  | 이적                 | none                   | none                   | ✔                  | ✔             |
| 2016 | 〈깍지〉 | 《구르미 그린 달빛》 OST                                                              | 이적                 | ✔                      | ✔                      | ✔                  | ✔             |
| 2017 | 〈다이아몬드〉 | 《BLACK》                                                                             | 이효리               | none                   | none                   | none               | ✔️            |
| 2018 | 〈우리 둘〉 | 《&10》                                                                               | 다비치               | ✔                      | ✔                      | none               | none          |
| 2020 | 〈나뭇잎〉 | 《[Time LEAF]》                                                                       | 나윤권               | ✔️                     | none                   | none               | none          |
| 2021 | 〈쉼표〉 | 《소울 OST》                                                                          | 이적, 윤석철         | ✔️                     | ✔️                     | none               | ✔️            |
| 2021 | 〈그대 한숨이 깊고 깊어도 (Walk with you)〉 | 《허쉬 OST Part.4》                                                                   | 이적                 | none                   | none                   | none               | ✔️            |
| 2022 | 〈천천히 (Daydreaming)〉 | 《장미맨션 OST Part.1》                                                               | 이적                 | ✔️                     | ✔️                     | none               | ✔️            |

## 저서
| 출간일           | 제목                   | 분야     | 저자 | 출판사         |
| ---------------- | ---------------------- | -------- | ---- | -------------- |
| 2006년 6월 14일  | 《지문 사냥꾼》        | 장르소설 | 이적 | 웅진지식하우스 |
| 2017년 11월 13일 | 《어느 날,》           | 동화     | 이적 | 웅진주니어     |
| 2018년 11월 13일 | 《기다릴게 기다려 줘》 | 동화     | 이적 | 웅진주니어     |
| 2023년 5월 25일  | 《이적의 단어들》      | 에세이   | 이적 | 김영사         |

## 방송

### 라디오
- 《이적의 별이 빛나는 밤에》 (1996 ~ 1998, MBC 표준FM) : 진행
- 《이적의 FM플러스》 (2000, MBC FM) : 진행
- 《이적의 드림온》 (2004 ~ 2005, KBS Cool FM) : 진행
- 《이적의 텐텐클럽》 (2008.02.11 ~ 2009.04.12, SBS 파워FM) : 진행
- 《온주완의 뮤직쇼》 (2018.04.30 ~ 2018.05.13, KBS Cool FM) : 스페셜DJ

### 예능/시트콤
- 2007년 ~ 2008년 SBS 《이적의 음악공간》 : 진행
- 2010년, 2011년, 2017년, 2020년 MBC 《황금어장 라디오스타》
- 2011년, 2012년, 2013년, 2014년, 2015년, 2016년 MBC 《무한도전》 게스트 출연
- 2011년 ~ 2012년 MBC 《하이킥 - 짧은 다리의 역습》 이적 역
- 2013년 MBC 《우리들의 일밤 - 아빠! 어디가?》 내레이션
- 2013년 Mnet 《방송의 적》
- 2014년 tvN 《꽃보다 청춘》 출연
- 2017년 tvN 《수업을 바꿔라》 : 진행
- 2018년 tvN 《선다방》 : 진행
- 2019년 JTBC 《비긴 어게인 3》 출연
- 2019년, 2020년 MBC 《놀면 뭐하니?》
- 2019년 ~ 2020년 tvN 《요즘책방 : 책 읽어드립니다》 고정 출연
- 2020년 KBS 2 《전교톱10》 : 공동 진행(김희철과 공동)
- 2021년 JTBC 《풍류대장 - 힙한 소리꾼들의 전쟁》
- 2024년 유튜브 《나영석의 나불나불》: 게스트

## 광고
- 삼성카드
- 아로나민씨플러스 (일동제약 / With 윤계상, 백진희, 줄리엔 강, 박하선)
- 소나타 하이브리드 (현대자동차)
- 삼성화재 (With 유희열, 윤상)
- 다음검색 (미디어다음 / With 유희열, 윤상)
- 프렌치카페 카페믹스 (남양유업 / With 김태희, 곽진언, 존 박)
- 스카이라이프 (KT / With 유희열)
- 카카오드라이버 (카카오)
- 카페25 (GS25)

## 기타
- 《두근두근 내 인생》 (2014) - 내레이션 목소리

## 관련 영상

### 뮤직 비디오
- 1997년 카니발 (이적 & 김동률) - 그땐 그랬지
- 2010년 이적 - 다툼
- 2010년 이적- 그대랑
- 2013년 이적 - 거짓말 거짓말 거짓말
- 2013년 이적 & 정인 - Before Sunrise

### 뮤직 비디오 [참여 앨범]
- 2012년 존 박 - 철부지
- 2012년 유재석 & 이적 - 방구석 날라리
- 2013년 윤종신 - 오래전 그날 (with 이적)
- 2014년 토이 - Reset (With 이적)
- 2014년 양희은 - 꽃병 (With 이적)
- 2014년 양시온 - 만약에 (feat.이적)
- 2015년 '응답하라 1988 Part 2' 이적 - 걱정말아요 그대
- 2016년 '구르미 그린 달빛 OST' 이적 - 깍지

## 가요 프로그램 1위
| 연도            | 수상 내역 (총 1회)                                                       |
| --------------- | ------------------------------------------------------------------------ |
| 2013년 (총 1회) | - 거짓말 거짓말 거짓말 (총 1회) - 11월 29일 KBS 《뮤직뱅크》 K-Chart 1위 |

## 같이 보기
- 패닉
- 카니발
- 긱스
- 김진표
- 김동률
- 유희열
- 윤도현
- 윤상
- 서동욱
- 정원영
- 한상원
- 정재일
- 김제동
- 정재형
- 유재석
- 정범균